# افشانه بینی

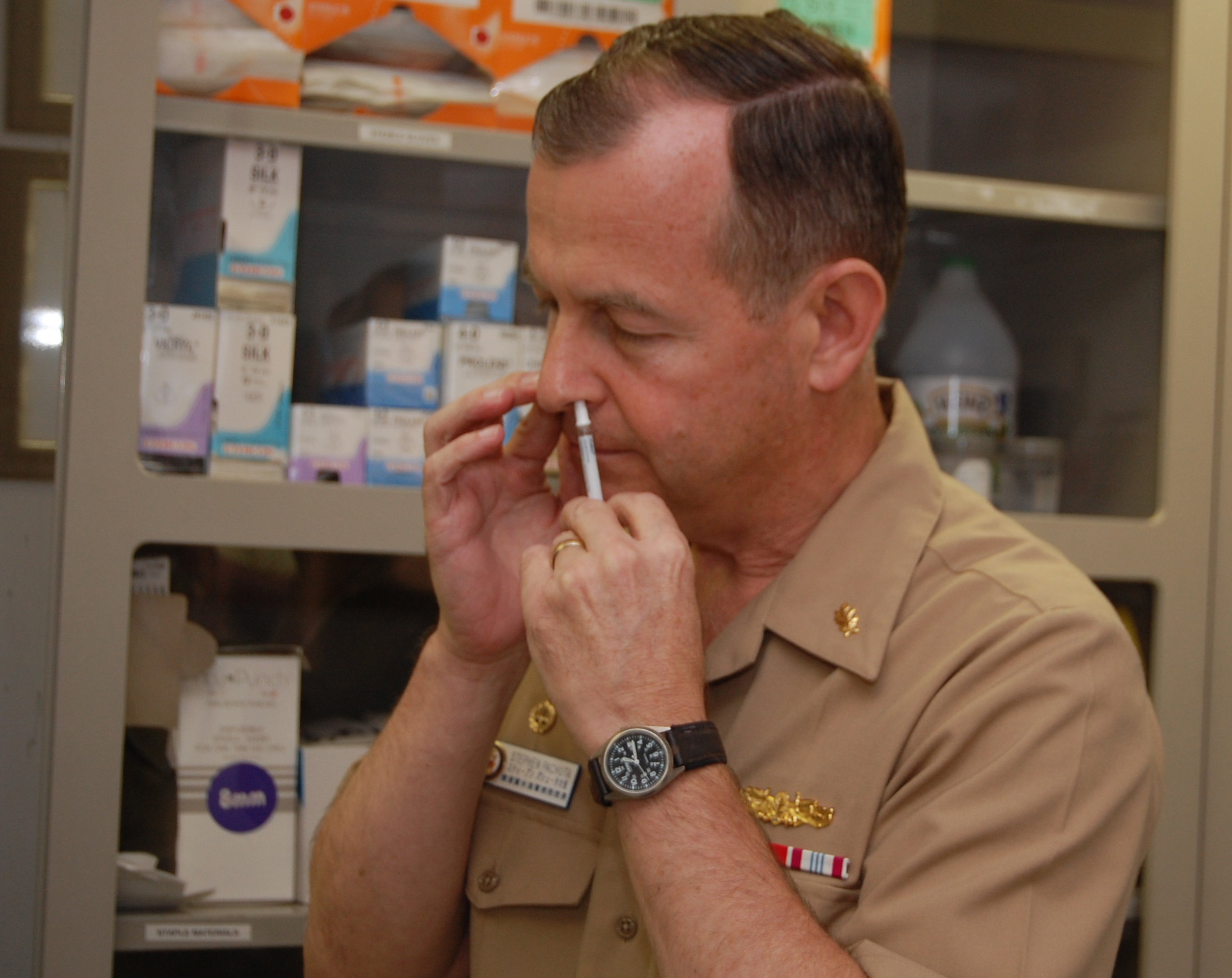
افشانه بینی

افشانه بینی (انگلیسی: Nasal spray) برای انتقال دارو در حفره بینی استفاده می‌شود. آن‌ها به‌طور محلی برای شرایطی مانند گرفتگی بینی و التهاب مخاط بینی استفاده می‌شوند. در برخی شرایط، استعمال از بینی بر درمان سیستمیک ترجیح داده می‌شود چون جایگزین مطبوعی برای تزریق یا قرص فراهم می‌کند.
مواد می‌توانند به سرعت و به‌طور مستقیم از طریق بینی جذب شوند. بسیاری از داروهای دارویی برای مدیریت سیستمی (به عنوان مثال مسکّن‌ها، درمان‌هایی برای میگرن، پوکی و تهوع) وجود دارد. کاربردهای دیگر عبارتند از درمان جایگزینی هورمون، درمان بیماری آلزایمر و بیماری پارکینسون.